# Diecéze novarská
Diecéze novarská je římskokatolická diecéze, nacházející se v Itálii. Je sufragánní diecézí arcidiecéze Vercelli a je součástí církevní oblasti Piemonte - Val d'Aosta. Její katedrálou je kostel Nanebevzetí Panny Marie v Novaře.

## Biskupové

### Do roku 800
- Gaudentius z Novary (398–417)[1][2]
- Agapit (Agabio) (cca 417–447)[3][4][5]
- Diogenes
- Laurentius[4][pozn. 1]
- Pascentius
- Simplicius (podepsal v roce 451)
- Victor[pozn. 2]
- Pagatianus
- Honoratus[4][pozn. 3]
- Opilius
- Ambrosius
- Filacrius (537–553)[6][7][pozn. 4]
- Agnellus
- Spectabilis
- Marcellus
- Severus
- Lupicinus
- Probinus
- Vigilius
- Flavinus (Flavianus)
- Panfronius
- Gratianus (podepsal v roce 680)[8][9][pozn. 5]
- Probus
- Aureolus
- Leo
- Ambrosius
- Gratiosus († 729)[10]
- Benedictus
- Petrus
- Sicardus

### 800–1030
- Attone (zmíněn v roce 829)[11][pozn. 6]
- Adalgisius (zmíněn v letech 835, 842 a 848)[12][pozn. 7]
- Dodo (Dodone) (cca 849–859)[12][pozn. 8]
- Druttemiro (zmíněn v letech 864 a 867)[13][pozn. 9]
- Notingus (zmíněn 878–879)[13][14][pozn. 10]
- Lambertus (cca 880–881)[15][pozn. 11]
- Ernustus (zmíněn 882)[16][17][pozn. 12]
- Chadultus (zmíněn 882–890)[18]
- Liutherius (zmíněn 892)[19][pozn. 13]
- Garibaldus (zmíněn 898–902)[20][pozn. 14]
- Dagibertus (zmíněn 919)[21][pozn. 15]
- Rodulfus (zmíněn 946–955)[22][23][pozn. 16]
- Petrus (zmíněn 963)[22][23][pozn. 17]
- Aupaldus (zmíněn 965–991)[24][23][pozn. 18]
- Petrus (zmíněn 996–1028)[25][23][pozn. 19]

### 1030–1300
- Gualbertus (cca 1032–1039)[26][23][pozn. 20]

- Riprandus (1039–1053)[27][28][pozn. 21]
- Oddo (1054–1079)[29][14][30][pozn. 22]
- Albertus (1079–1083)[31][32][pozn. 23]
- Anselmus (1083–po roce 1098)[14][33][32][pozn. 24]

Sede vacante (biskupský stolec neobsazen 1100–1110)
- Eppo (1110–1117)[34]
- Riccardus (1117–1122)[35][36][pozn. 25]
- Litifredus (1122–1151)[37][38][pozn. 26]

Sede vacante (1151–1153)
- Guilelmus Tornielli (1153–1161)[40]
- Guilelmus Faleto (1162–1170)
- Bonifacius (1172–1191)[41][pozn. 27]
- Ottone[42]
- Pietro (1197–1209)[43]
- Gerardo da Sesso, cisterciák (1209–1211)[44]
- Odelbert Tornielli (1213–1235)[45]
- Odemar Busio (1235–1250)[46]
- Sigebaldus Caballazio (Cavallazzi) (1250–1270)[47]

Sede vacante (1270?–1287)
[Guido da Pincio] (1272–1279) – vetřelec
- Englesius Caballazio (Cavallazzi), františkán (1287–1291)[51]
- Papinianus della Rovere (1296–1300)[52]

### 14.–17. století
- Bartolomeo Querini (1303–1304)[53]
- Uguccione Borromeo (1304–1329)[54]
- Giovanni Visconti (1331–1342)[55]
- Guilelmo Amidano, augustinián (1342–1355)[56]
- Oldrado (1356–cca 1388)[57]
- Pietro Filargis, františkán (1389–1402)[58]
- Bartolomeo Visconti (1429–1457)
- Giacomo Filippo Crivelli (1457–1466)[59]
- Bernardus de Rubeis (1466–1468)[60]
- Giovanni Arcimboldi (1468–1484)[61]
  - Ascanio Maria Sforza (1484–1485), správa[59]
- Gerolamo Pallavicini (1485–1503)
- Kardinál Federico di Sanseverino (1505–1511), apoštolský administrátor
- Kardinál Matthäus Schiner (1512–1516)
- Kardinál Antonio Maria Ciocchi del Monte (1516–1525)
- Ermete Stampa (1525–1526)
- Giovanni Angelo Arcimboldi (1526–1550)
- Kardinál Ippolito d’Este II. (1550–1551), administrátor
- Kardinál Giulio della Rovere (1551–1552), administrátor
- Kardinál Giovanni Gerolamo Morone (1552–1560)
- Kardinál Giovanni Antonio Serbelloni (1560–1574)
- Romolo Archinto (1574–1576)
- Gerolamo Ragazzoni (1576–1577), poté biskup v Bergamu
- Pomponio Cotta (1577–1579)
- Francesco Bossi (1579–1583)
- Gaspare Visconti (1584)
- Cesare Speciano (Speciani) (1584–1591), poté biskup v Cremoně
- Pietro Martire Ponzone (1591–1592)
- Carlo Bascapè, blahoslavený (1593–1615)

### 17.–19. století
- Kardinál Ferdinando Taverna (1615–1619)
- Ulpiano Volpi (1619–1629)
- Giovanni Pietro Volpi (1629–1636)
- Antonio Tornielli (1636–1650)
- Benedetto Odescalchi (1650–1656), později papež Inocenc XI.
- Giulio Maria Odescalchi, benediktin (1656–1666)
- Giuseppe Maria Maraviglia, barnabita (1667–1684)
- Celestino Sfondrati
- Giovanni Battista Visconti Aicardi, blahoslavený (1688–1713)
- Giberto Bartolomeo Borromeo (1714–1740)
- Bernardino Ignazio d’Asti (Rovere de Cortanze), kapucín (1741–1747)
- Giovanni Battista Baratta, oratorián (1748)
- Ignazio Rovèro (1748–1756)
- Marco Aurelio Balbis Bertone (1757–1789)
- Carlo Luigi Buronzo del Signore (1791–1797), poté arcibiskup v Turíně
- Vittorio Filippo Melano di Portula, dominikán (1797–1813)

### Od 19. století dál
- Kardinál Giuseppe Morozzo Della Rocca (1817–1842)
- Giacomo Filippo Gentile (1843–1875)
- Stanislao Eula (1876–1886)
- Davide Riccardi (1886–1891)
- Giuseppe Castelli (1924–1943)
- Leone Giacomo Ossola, kapucín (1945–1951), po rezignaci titulární arcibiskup
- Gilla Vincenzo Gremigni, M.S.C. (1951–1963), osobní titul arcibiskupa
- Placido Maria Cambiaghi, barnabita (1963–1971)
- Aldo Del Monte (1972–1990)
- Renato Corti (1990–2011), kardinál od roku 2016
- Franco Giulio Brambilla (2011–současnost)